# Ágios Stéfanos (Arcadie)
Pour les articles homonymes, voir Ágios Stéfanos.
Ágios Stéfanos (grec moderne : Άγιος Στέφανος) est une localité située dans le dème de Cynourie-du-Nord, dans le district régional d'Arcadie, dans la périphérie du Péloponnèse, en Grèce.
Selon le recensement de 2021, elle compte 32 habitants.